# Antherina comorana
Antherina comorana är en fjärilsart som beskrevs av Pierre E.L. Viette 1965. Antherina comorana ingår i släktet Antherina och familjen påfågelsspinnare. Inga underarter finns listade i Catalogue of Life.

## Bildgalleri

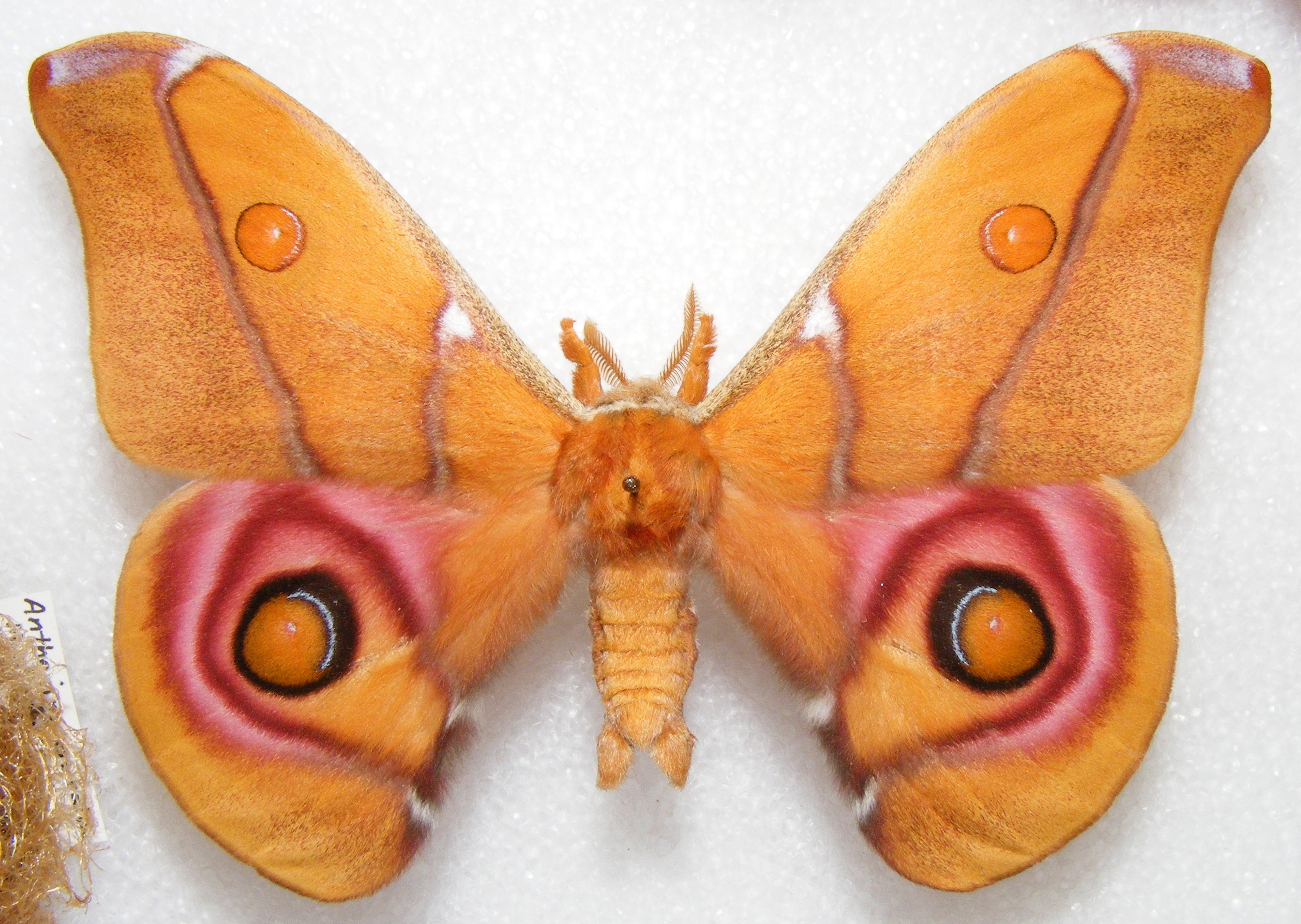
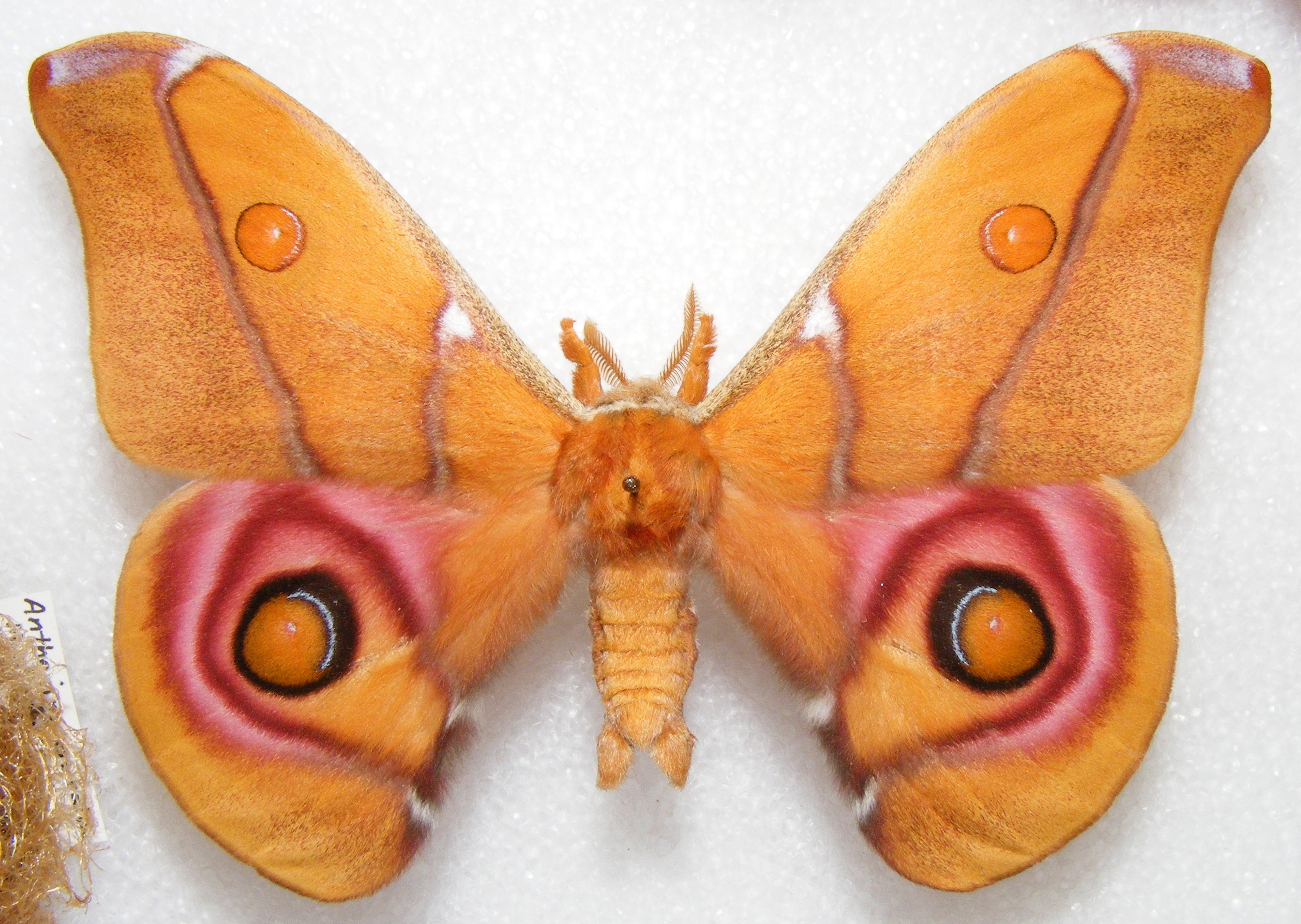